# Antonia da Santa Cruz
Antonia da Santa Cruz (ur. 13 czerwca 1905 w Bahii, zm. 23 stycznia 2022) – brazylijska superstulatka, od 5 października 2021 do śmierci, była trzecią pod względem wieku najstarsza żyjąca osoba świata, tuż za Japonką Kane Tanaką i Francuzką Lucile Randon. W chwili śmierci była najstarszą żyjącą osobą w Brazylii i trzęcią najstarszą w historii tego kraju tuż za Franciscą Celsą dos Santos i Anisio Rodrigues Alvesie, której wiek został zweryfikowany przez Gerontology Research Group (jednakże wiek Alvesa jest jeszcze badany przez GRG).

## Życiorys
Antonia da Santa Cruz urodziła się we wsi Sítio Maria Vitória należącej kiedyś do społeczności na granicy Coité i Santaluz, obecnie Bahia w Brazylii. Według córki Antonia nie zażywała żadnych leków, ale też nie skarżyła się na żadną chorobę, pomimo podeszłego wieku. Antonia miała 11 dzieci, doczekała się 68 wnuków, 110 prawnuków i 35 praprawnuków.